# Complot papiste

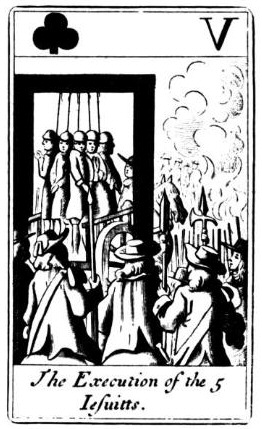
Exécution de cinq jésuites sur une carte à jouer, 1849.

Le complot papiste (Popish Plot en anglais) ou encore complot d'Oates (Oates's Plot) est une fausse conspiration perpétrée dans les royaumes d'Angleterre et Écosse en 1678 par les anglicans, en vue de discréditer les catholiques par un scandale public.
En 1678, un ecclésiastique anglican du nom de Titus Oates annonça avoir découvert un « complot papiste » visant à assassiner le roi Charles II d'Angleterre et à le remplacer par Jacques, son frère, de confession catholique. La foule londonienne massacra dix-neuf catholiques.
Des prêtres catholiques, les pères jésuites Thomas Whitbread, Guillaume Ireland, John Fenwick et le Français Claude La Colombière, directeur spirituel de Marguerite-Marie Alacoque, le bénédictin Thomas Pickering et le laïc John Grove sont ainsi arrêtés, condamnés à mort ou condamnés à l'exil.
La plupart des sectes protestantes accordèrent en réaction un soutien massif aux whigs anglicans, qui remportèrent une grande majorité des sièges à la Chambre des communes. En 1679, les whigs voulurent adopter l'Exclusion Bill afin d'interdire à Jacques l'accès au trône, mais le Parlement fut dissous par Charles à chaque fois que le projet de loi se représentait. Qui plus est, la Chambre des lords, et au premier chef le duc Henry Somerset, était hostile à cette loi.
À partir de 1681, on découvrit qu’Oates avait menti ; la popularité du parti whig déclina, la cause perdit toute assise populaire et le projet de loi fut définitivement abandonné. Cependant, l’angoisse de voir s’instaurer au Royaume-Uni une monarchie catholique absolue et de droit divin resta dans les esprits. Cela motiva après la Glorieuse Révolution de 1688 l’adoption de l'acte d'établissement, une loi toujours active qui interdit aux catholiques la succession au trône.

## Le complot illustré sur un jeu de cartes en 1849

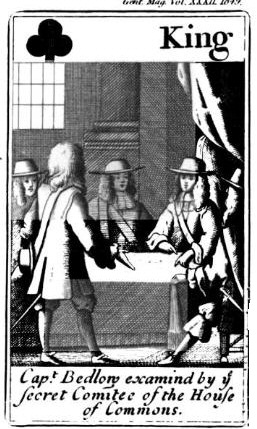
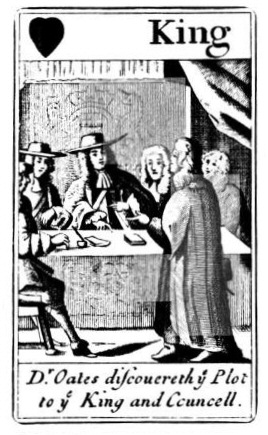
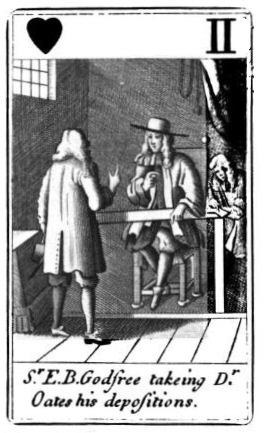
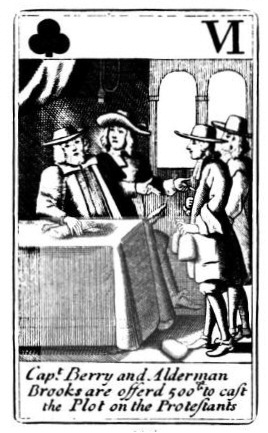
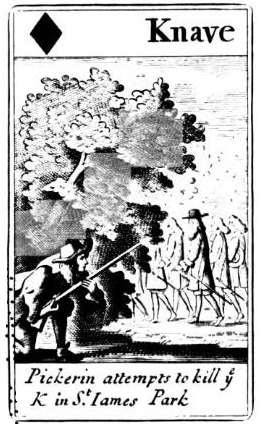
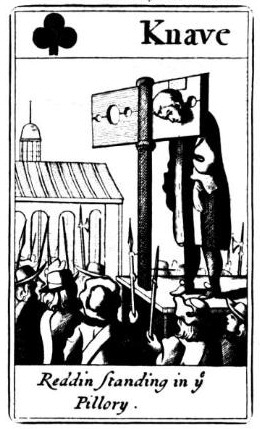
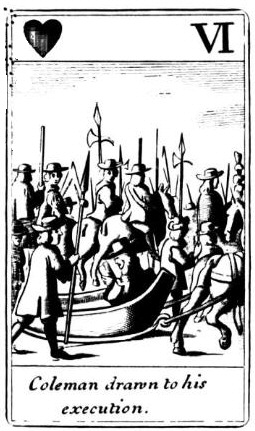